# 马拉克
马拉克（法語：Marac，法語發音：[maʁak]）是法国上马恩省的一个市镇，属于朗格勒区。

## 地理
马拉克（47°55'37"N, 5°11'45"E）面积21.92 平方千米，位于法国大東部大區上马恩省，该省份为法国东北部内陆省份，北起马恩省和默兹省，西接奥布省，西南接科多尔省，东南接上索恩省，东临孚日省。
与马拉克接壤的市镇（或旧市镇、城区）包括：博舍曼、比尼耶尔、法沃罗勒、莱丰、奥尔芒塞、泰尔纳、叙兹河畔维利耶。

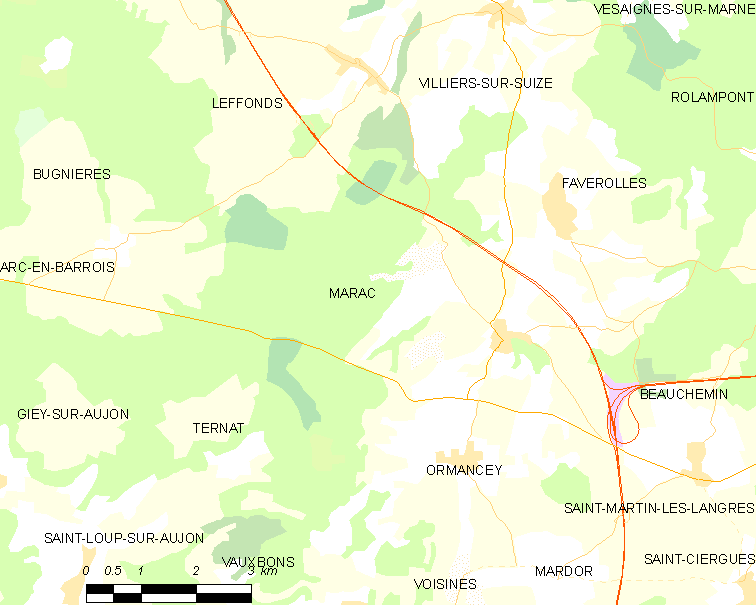
马拉克的OSM定位图

马拉克的时区为UTC+01:00、UTC+02:00（夏令时）。

## 行政
马拉克的邮政编码为52260，INSEE市镇编码为52307。

## 政治
马拉克所属的省级选区为朗格勒县。

## 人口

1962-2008年间马拉克人口变化图示

马拉克于2022年1月1日时的人口数量为210人。